# Sun Life
 (septembre 2014).
Si vous disposez d'ouvrages ou d'articles de référence ou si vous connaissez des sites web de qualité traitant du thème abordé ici, merci de compléter l'article en donnant les références utiles à sa vérifiabilité et en les liant à la section « Notes et références ».
La Financière Sun Life inc. (Sun Life Financial Inc. en anglais) est une entreprise canadienne fondée à Montréal en 1865 et faisant partie de l'indice boursier S&P/TSX 60. Elle offre une gamme diversifiée de services et de produits dans les domaines de l’assurance et de la gestion de patrimoine au Canada et ailleurs dans le monde, notamment aux États-Unis, au Royaume-Uni, en Inde et en Chine.

## Historique

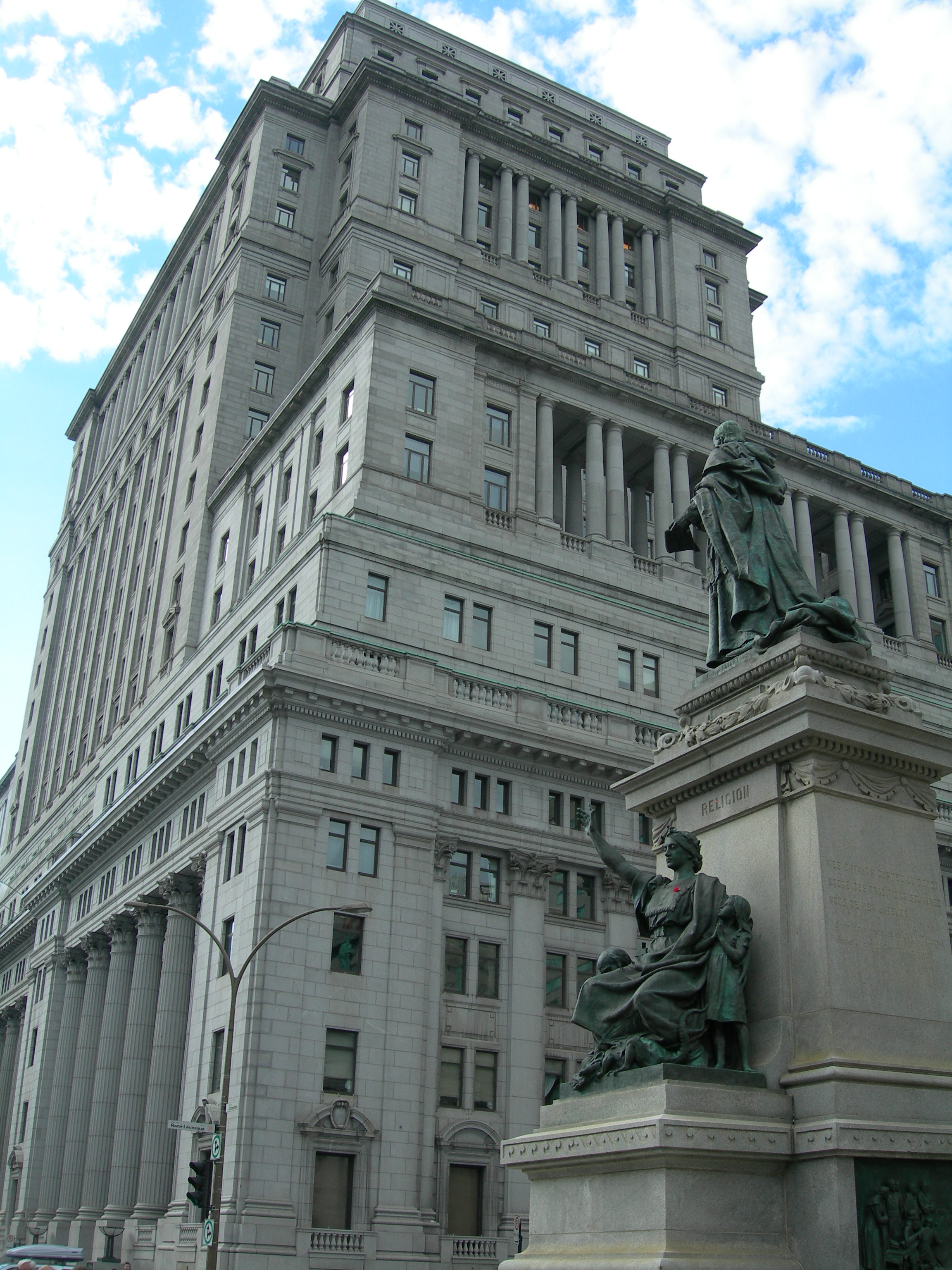
Édifice Sun Life à Montréal

### Avant la Seconde Guerre mondiale

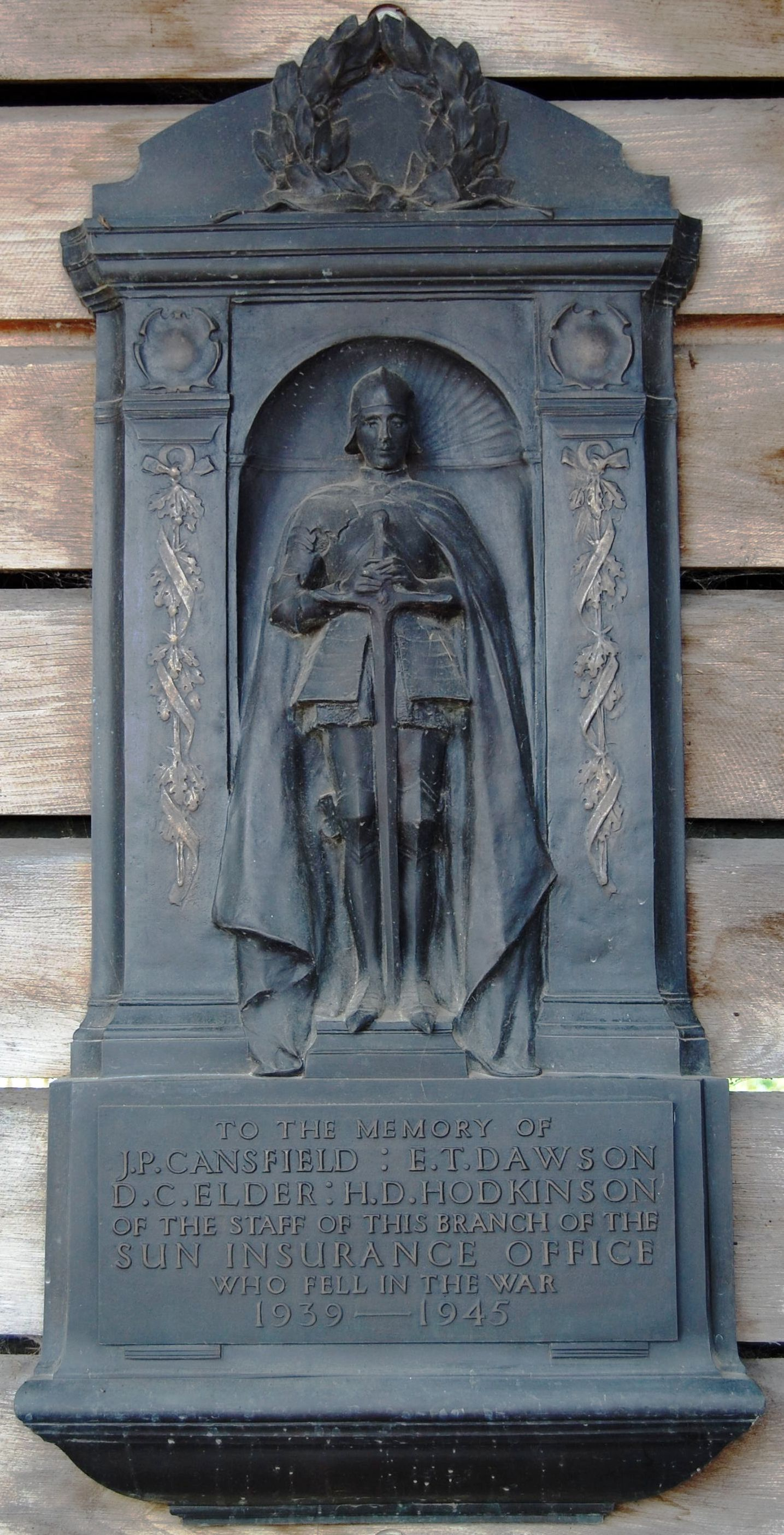

Fondée en 1865 à Montréal, au Québec, sous le nom The Sun Insurance Company of Montreal par Matthew Hamilton Gault, immigrant irlandais établi dans cette ville depuis 1842. La Compagnie entreprend ses activités de manière effectives à partir du 18 mai 1871.
La Compagnie ayant obtenu sa charte de constitution en 1865, ses fondateurs entendent être actifs dans le secteur de l’assurance-vie, et ce, dans le monde entier. En 1882, elle prend le nom de Sun Life Assurance Company of Canada. Entrée sur le marché américain en 1895, elle y vend son premier régime d’assurance-vie collective au début des années 1920.
À la fin du XIXe siècle, elle est déjà active en Amérique centrale, en Amérique du Sud, aux États-Unis, au Royaume-Uni, aux Antilles, au Japon, en Chine, en Inde, en Afrique du Nord et sur d’autres marchés internationaux. La Compagnie ne cesse de croître et de prospérer au cours des cinquante années suivantes, surmontant les difficultés créées par la Première Guerre mondiale et la pandémie de grippe de 1918.
La construction du premier édifice de la Compagnie, situé square Dominion, à Montréal, se termine en 1918. Couronnant une phase d’expansion de la construction à Montréal entreprise dans les années 1920, la compagnie termine en 1933 l’agrandissement de son siège social avec la nouvelle tour nord de 26 étages. Bien que le siège social de la Banque royale du Canada, rue Saint-Jacques, soit plus haut de plusieurs étages, l’édifice Sun Life est à l’époque l’édifice le plus imposant du pays.
Pendant la Seconde Guerre mondiale, dans le cadre de ce qui est appelé l'opération Fish, la réserve d'or et les titres étrangers négociables du Royaume-Uni sont secrètement empaquetés dans des caisses étiquetées « Fish » (« poisson ») et expédiés de l’autre côté de l’océan Atlantique au Canada. Les titres, ayant été débarqués à Halifax le 1er juillet 1940, sont conservés dans une chambre forte au troisième sous-sol de l’Édifice Sun Life et gardés 24 heures sur 24 par la Gendarmerie royale du Canada. L’or est expédié à Ottawa. L’organisme ultra secret United Kingdom Security Deposit, travaillant dans la chambre forte, fait en sorte de vendre au cours des années suivantes les titres négociables britanniques sur la Bourse de New York pour payer les dépenses de guerre du Royaume-Uni. Les 5 000 employés de la Sun Life n'ont jamais su que ces richesses étaient entreposées juste au-dessous de leur lieu de travail, pas un seul élément des cargaisons n'a disparu et aucun renseignement au sujet de l'opération n'a jamais été dévoilé.

### Après la Seconde Guerre mondiale
Le 6 janvier 1978, la direction de Sun Life annonce qu'elle transfère son siège social de Montréal vers Toronto. Les dirigeants de l'entreprise expliquent ce départ après plus d'un siècle en raison de l'adoption par l'Assemblée nationale de la loi 101, consacrant le français comme seule langue officielle au Québec,.
Ce départ, que le quotidien anglophone montréalais The Gazette avait qualifié de « vendredi noir » dans ses pages, a suscité la colère de nombreux Québécois. Le ministre des Finances de l'époque, Jacques Parizeau, qualifiant l'entreprise d'« un des pires citoyens corporatifs que le Québec ait connus »,. Dans les trois mois qui ont suivi l'annonce, le chiffre d'affaires de la Sun Life au Québec a chuté de 33 % à 25 % selon les secteurs, ce qui permet à Desjardins de prendre la première place dans le marché de l'assurance de personnes au Québec, devant Sun Life.
Cet épisode de l'histoire de l'entreprise a été omis de l'histoire corporative publiée sur son site web. Le déménagement a été réintroduit dans la chronologie corporative publiée par l'entreprise en 2012, après avoir été souligné dans un article de journal.
Ces changements au bureau de Montréal n’ont pas été faits en une nuit. Au contraire, les transferts et les déménagements ont été étalés sur une grande période et n’ont commencé que plusieurs mois après l’annonce du départ de l’entreprise.
Au cours de cette même période, Sun Life a aussi pris la décision de quitter les marchés de la Chine et de l’Inde, dû aux changements politiques et économiques. En 1962, Sun Life est devenue une compagnie mutuelle et a racheté ses actions pour un total de 65 millions de dollars. En 1973, l’entreprise a ouvert son siège américain à Wellesley Hills, Massachusetts, en périphérie de Boston.

### De 1980 à 1990
Sun Life poursuit son expansion dans le domaine de la gestion de patrimoine avec l’acquisition en 1982 de la Massachusetts Financial Services (MFS), société de gestion de placements et de fonds communs de placement de Boston. La Compagnie s’engage dans le secteur des fonds communs de placement au Canada en constituant, fin 1986, la Société de gestion de F.C.P. Spectrum et, dix ans plus tard, en faisant l’acquisition de McLean Budden, société canadienne de gestion de placements. Son expansion internationale se poursuit dans les années 1990. En 1995, Sun Life s’engage sur le marché indonésien par l’intermédiaire de l'Asuransi Modern Sun Life, maintenant appelée Sun Life Financial Indonesia, et ouvre un bureau de représentation à Pékin afin de se préparer à exploiter le marché chinois. En 1998, Sun Life ouvre à Waterford, en Irlande, un centre de service destiné à offrir aux divisions de l'entreprise du soutien en matière de ressources technologiques et de traitement des opérations.
En 1999, Sun Life reprend ses activités en Inde et en Chine dans le cadre de deux coentreprises – la Birla Sun Life en Inde, en collaboration avec Aditya Birla Group, et la Sun Life Everbright en Chine, avec son partenaire China Everbright. Ces deux coentreprises connaissent une croissance rapide au cours de la décennie qui suit.

### Les années 2000
Début 1998, Sun Life annonce son intention de se démutualiser. En mars 2000, son premier appel public à l’épargne lance la négociation de ses actions sur les bourses de Toronto (TSX), de New York(NYSE) et des Philippines (PSE).
En 2002, Sun Life et Clarica, compagnie d’assurance sur la vie, basée à Waterloo, en Ontario, regroupent leurs activités. Fondée en 1868 sous le nom de La Mutuelle du Canada, Clarica était connue sous le nom de Groupe La Mutuelle avant de se constituer en société par actions en 1999. L’ancien siège social de la Mutuelle du Canada situé à Waterloo, en Ontario, devient le siège social des opérations canadiennes du nouvel ensemble tandis qu'un bureau régional et le siège social de l'Organisation internationale de Sun Life restent à Toronto. On trouve aussi des bureaux régionaux à Montréal, à Edmonton, à Vancouver, à Halifax et à Calgary. Après l’intégration des activités, la marque Clarica continue d’être utilisée pour certains produits et certaines activités jusqu’à son retrait en 2007.
En 2005, Sun Life ouvre un centre de service à Gurgaon, en Inde, destiné à offrir aux divisions de Sun Life du monde entier du soutien en matière de ressources technologiques et de traitement des opérations. La même année, Sun Life finalise l'acquisition des sociétés CMG Asia et CommServe Financial, qui regroupent les activités d'assurance et de rentes collectives de la Commonwealth Bank of Australia à Hong Kong, ce qui lui permet de tripler sa clientèle et d’ajouter l’assurance et les rentes collectives à ses activités.
En 2007, Sun Life fait l'acquisition des opérations d'assurance collective de la société Genworth Financial, consolidant sa position parmi les dix chefs de file du marché des garanties collectives aux États-Unis. En 2008, Sun Life vend sa participation de 37 % dans CI Financial Income Fund à la Banque Scotia.Sun Life avait auparavant acquis une importante participation dans cette entreprise en lui ayant vendu en 2002 ses filiales de fonds communs de placement.
En juin 2015, Sun Life acquiert Prime Advisors, un fonds de gestion d'investissements américain pour un montant inconnu. En septembre 2015, Sun Life acquiert les activités de gestion d'avantages sociaux d'Assurant pour 975 millions de dollars. En décembre 2019, Sun Life annonce l'acquisition d'une participation de 80 % dans InfraRed Capital Partners pour 300 millions de livres. En octobre 2020, Sun Life annonce l'acquisition d'une participation de 51% dans Crescent Capital Group pour 338 millions de dollars.
En 2017, Sun Life devient le partenaire des Toronto Raptors, la franchise NBA de la ville,. 

## Principaux actionnaires
Au 21 mars 2020.
| Royal Bank of Canada               | 7,21% |
| Fidelity (Canada) Asset Management | 2,91% |
| The Vanguard Group                 | 2,83% |
| Beutel, Goodman & Co               | 2,51% |
| BMO Asset Management               | 2,41% |
| TD Asset Management                | 2,19% |
| Brandes Investment Partners        | 2,15% |
| BlackRock Asset Management Canada  | 2,12% |
| BMO Capital Markets (Canada)       | 1,62% |
| 1832 Asset Management              | 1,43% |

## Sun Life au Québec
Depuis 2010, Sun Life bénéficie d’une équipe de direction québécoise et d’un poste de président, occupé présentement par Robert Dumas (précédemment par Isabelle Hudon). L’entreprise est bien ancrée au Québec avec plus de 2 500 employés, 850 conseillers et 27 centres financiers répartis partout dans la province.